# Roca Giberta
La Roca Giberta és una roca singular del terme municipal de Talamanca, plenament pertanyent al Bages.
Està situada a l'extrem nord-est del terme municipal, a la dreta de la riera de Talamanca i de la capçalera del torrent del Molí del Menut, a ponent de la masia de Mussarra. És a l'extrem de ponent de l'Estoviada de Mussarra. Forma part dels Cingles de l'Estoviada.